# Felix Holzermayr
Felix Holzermayr (* 11. Juni 1918 in Salzburg; † 27. September 2001 in Salzburg) war ein deutsch-österreichischer Offizier im Zweiten Weltkrieg, der sich als Retter antiken Kulturgutes ebenso wie als Autor eines unkritischen Buches über seine Kriegserlebnisse einen Namen gemacht hat. Als Alpinist war er Tourenführer und Mitautor des Skitouren-Atlas Ostalpen.

## Leben
Felix Holzermayr war von Beruf Geschäftsmann und humanistisch gebildet. Im Zweiten Weltkrieg wurde er wegen seiner bergsteigerischen Kenntnisse in die 5. Gebirgs-Division der deutschen Wehrmacht eingezogen, die im Raum Salzburg aufgestellt wurde. Die Gebirgs-Division hatte ihren ersten Einsatz im Jahr 1941 in Griechenland bei der Besetzung Athens, 1942 wurde sie in den Raum Leningrad verlegt. Nach der Verlegung der Division nach Italien diente Holzermayr im Range eines Leutnants als Kompanieführer.
Im Sommer 1944 sollte auf Befehl der Führung von Holzermayrs Division die Straßenbrücke Ponte Grosso an der Via Flaminia bei Cagli gesprengt werden. Eigenmächtig schickte er die schon zur Sprengung angerückten Pioniere zurück, machte darüber jedoch nicht wie eigentlich nötig Meldung. Die Pioniere, die aufgrund der großen Kalksteinquader mit massiven Problemen gerechnet hatten, waren darüber nicht unglücklich. Doch wurde Holzermayrs eigenmächtige Handlungsweise bekannt und führte zu einem Nachspiel. Vor allem weil sich sein Kommandeur vor ihn stellte, blieb es am Ende bei einem Tadel. Wie nachgewiesen werden konnte, hätte die Sprengung der Brücke, die leicht umgangen werden konnte, keinen nachhaltigen Effekt gegen das Vorrücken der alliierten Kampfverbände gehabt. Zudem widersprach eine Zerstörung dem Kesselring-Befehl, der vermeidbare Zerstörungen wertvoller historischer und kulturhistorischer Denkmale verbot.
Der Ponte Grosso, ein möglicherweise aus augusteischer Zeit stammender Bau mit zwei jeweils sieben Meter breiten Brückenbögen, verbindet noch heute die Ortschaften Foligno und Rimini, was möglicherweise einzig dem beherzten Eingreifen Holzermayrs zu verdanken ist. 1996 erschien Holzermayrs Autobiografie Vom ersten bis zum letzten Tag 1938–45, in der er diese und andere Kriegserfahrungen darstellte. Ernst Hanisch urteilte über das unkritische Buch, es sei „das obszöne Buch eines dirty old man“.
Nach dem Krieg war er Inhaber eines Süßwaren- und Genußmittelgroßhandels in seiner Heimatstadt. Er engagierte sich unter anderem im Österreichischen Alpenklub (ÖAK), für den er in seiner Freizeit als Bergführer tätig war. Er war auch seit 1971 Tourenwart des Österreichischen Alpenvereins (ÖAV) Sektion Salzburg und gilt als einer der Pioniere der Berg-Schitouren. Für die Tageszeitung Salzburger Nachrichten verfasste er in der an jedem Samstag erscheinenden Rubrik „Die alpine Welt“ zahlreiche Berichte. An mehreren Publikationen des ÖAK und der auf fünf Bände erweiterten Ausgabe von Gerhard Hungers Skitouren-Atlas Ostalpen war Holzermayr schriftstellerisch beteiligt.

## Schriften
- Gerhard Hunger, Felix Holzermayr, Hans Wagner, Otmar Walitsch: Skitouren-Atlas Ostalpen Band I. Zwischen Rhein und Brennerstraße. 1. Aufl., Nelles, München 1984.
- Gerhard Hunger, Felix Holzermayr, Hans Wagner, Otmar Walitsch: Skitouren-Atlas Ostalpen Band II. Zwischen Brenner-Straße und Gasteiner Tal. Nelles, München 1987.
- Gerhard Hunger, Felix Holzermayr, Hans Wagner, Otmar Walitsch: Skitouren-Atlas Ostalpen Band III. Zwischen Gasteiner Tal und Wienerwald. Nelles, München 1984.
- Gerhard Hunger, Felix Holzermayr, Hans Wagner, Otmar Walitsch: Skitouren-Atlas Ostalpen Band IV. Westliches Südtirol zwischen Adda-, Eisack- und Etschtal. Nelles, München 1984.
- Gerhard Hunger, Felix Holzermayr, Hans Wagner, Otmar Walitsch: Skitouren-Atlas Ostalpen Band V. Östliches Südtirol und angrenzende jugoslawische und österreichische Gebiete. Nelles, München 1986.
- Felix Holzermayr: Vom ersten bis zum letzten Tag 1938/1945. Druffel & Vowinckel, Berg am Starnberger See 1996 ISBN 978-3806111071.
- Felix Holzermayr: Totentanz an der Eismeerfront. Der Maiangriff 1942. Pallasch, Zeitschrift für Militärgeschichte, 23, Herbst 2006, S. 170–183.